# Atalanta Bergamasca Calcio 1981-1982
Questa voce raccoglie le informazioni riguardanti l'Atalanta Bergamasca Calcio nelle competizioni ufficiali della stagione 1981-1982.

## Stagione
La squadra bergamasca, costruita per il terzo livello calcistico e profondamente rinnovata nell'organico, cerca l'immediata risalita dalla serie C1, categoria in cui era piombata l'anno precedente. L'obiettivo viene raggiunto senza troppi patemi d'animo, trascinata dai gol di Lino Mutti, da una ferrea difesa che subisce solo 15 reti in 34 giornate e dall'allenatore Ottavio Bianchi. Come detto miglior marcatore stagionale con 20 reti Lino Mutti, delle quali 4 in Coppa Italia e 16 in campionato.
In Coppa Italia di Serie C la squadra elimina, al primo turno giocato prima del campionato, il Pergocrema e i concittadini della Virescit Boccaleone, al turno successivo il Derthona per essere poi eliminata negli ottavi di finale dal Novara.

## Organigramma societario
Area direttiva
- Presidente: Cesare Bortolotti
- Vice presidente: Enzo Sensi
- Segretario: Giacomo Randazzo

Area tecnica
- Direttore sportivo: Franco Previtali
- Allenatore: Ottavio Bianchi
- Vice allenatore: Zaccaria Cometti

Area sanitaria
- Medico sociale: Cesare Bordoni
- Massaggiatore: Renzo Cividini

## Rosa
| N. |                   | Ruolo | Calciatore              |
| -- | ----------------- | ----- | ----------------------- |
|    | Italia (bandiera) | P     | Giancarlo Alessandrelli |
|    | Italia (bandiera) | P     | Mirko Benevelli         |
|    | Italia (bandiera) | P     | Maurizio Scarpellini    |
|    | Italia (bandiera) | D     | Roberto Bruno           |
|    | Italia (bandiera) | D     | Daniele Filisetti       |
|    | Italia (bandiera) | D     | Giorgio Magnocavallo    |
|    | Italia (bandiera) | D     | Eugenio Perico          |
|    | Italia (bandiera) | D     | Gianpaolo Rossi         |
|    | Italia (bandiera) | D     | Giovanni Vavassori      |
|    | Italia (bandiera) | C     | Roberto Donadoni        |
|    | Italia (bandiera) | C     | Claudio Foscarini       |
|    | Italia (bandiera) | C     | Armando Madonna         |

| N. |                   | Ruolo | Calciatore               |
| -- | ----------------- | ----- | ------------------------ |
|    | Italia (bandiera) | C     | Marino Magrin            |
|    | Italia (bandiera) | C     | Domenico Moro            |
|    | Italia (bandiera) | C     | Valter Mostosi           |
|    | Italia (bandiera) | C     | Giancarlo Snidaro        |
|    | Italia (bandiera) | A     | Ezio Bertuzzo            |
|    | Italia (bandiera) | A     | Gabriele Messina         |
|    | Italia (bandiera) | A     | Carlo De Bernardi        |
|    | Italia (bandiera) | A     | Massimiliano Maffioletti |
|    | Italia (bandiera) | A     | Bortolo Mutti            |
|    | Italia (bandiera) | A     | Marco Pacione            |
|    | Italia (bandiera) | A     | Angelo Zambetti          |

## Risultati

### Serie C1

#### Girone di andata
| Arbitro: | Tuveri (Cagliari) |

|                  |           |  |
| Mutti 56’ (rig.) | Marcatori |  |

| Arbitro: | Baldi (Roma) |

|            |           |                  |
| Serena 37’ | Marcatori | 33’ (rig.) Mutti |

| Bergamo 4 ottobre 1981 3ª giornata | Atalanta            | 0 – 0 | Monza | Stadio Comunale\| Arbitro: \| Lamorgese (Potenza) \| |
| Arbitro:                           | Lamorgese (Potenza) |       |       |                                                      |

| Arbitro: | Testa (Prato) |

|  |           |                          |
|  | Marcatori | 38’ Moro 53’ De Bernardi |

| Arbitro: | Greco (Lecce) |

|           |           |  |
| Mutti 82’ | Marcatori |  |

| Arbitro: | Bruschini (Firenze) |

|               |           |                  |
| Schiraldi 60’ | Marcatori | 29’ Magnocavallo |

| Arbitro: | Albertini (Voghera) |

|                |           |  |
| Mutti 60’, 85’ | Marcatori |  |

| Parma 8 novembre 1981 8ª giornata | Parma          | 0 – 0 | Atalanta | Stadio Ennio Tardini\| Arbitro: \| Vallesi (Pisa) \| |
| Arbitro:                          | Vallesi (Pisa) |       |          |                                                      |

| Arbitro: | Coppetelli (Tivoli) |

|           |           |  |
| Mutti 89’ | Marcatori |  |

| Arbitro: | De Marchi (Novara) |

|                |           |                  |
| Vernacchia 75’ | Marcatori | 50’ (rig.) Mutti |

| Arbitro: | Pellicanò (Reggio Calabria) |

|               |           |  |
| Bertinato 73’ | Marcatori |  |

| Arbitro: | Gava (Conegliano) |

|                            |           |  |
| Mutti 56’ Magnocavallo 88’ | Marcatori |  |

| Arbitro: | Testa (Prato) |

|                   |           |             |
| Magrin 55’ (aut.) | Marcatori | 76’ Madonna |

| Arbitro: | Baldi (Roma) |

|                                      |           |  |
| Magrin 10’, 84’ De Bernardi 51’, 55’ | Marcatori |  |

| Arbitro: | Luci (Firenze) |

|                      |           |  |
| De Bernardi 43’, 65’ | Marcatori |  |

| Mantova 10 gennaio 1981 16ª giornata | Mantova            | 0 – 0 | Atalanta | Stadio Danilo Martelli\| Arbitro: \| De Marchi (Novara) \| |
| Arbitro:                             | De Marchi (Novara) |       |          |                                                            |

| Arbitro: | Dall'Oca (Abbiategrasso) |

|                                |           |  |
| De Bernardi 21’ Mutti 51’, 55’ | Marcatori |  |

#### Girone di ritorno
| Arbitro: | Vallesi (Pisa) |

|            |           |                            |
| Zobbio 22’ | Marcatori | 35’ De Bernardi 40’ Magrin |

| Arbitro: | Damiani (Ascoli Piceno) |

|                                          |           |             |
| Mutti 14’ (rig.), 58’ Melotti 53’ (aut.) | Marcatori | 84’ Beccati |

| Monza 7 febbraio 1982 20ª giornata | Monza              | 0 – 0 | Atalanta | Stadio Gino Alfonso Sada\| Arbitro: \| De Marchi (Novara) \| |
| Arbitro:                           | De Marchi (Novara) |       |          |                                                              |

| Arbitro: | Marascia (Roma) |

|                  |           |  |
| Mutti 26’ (rig.) | Marcatori |  |

| Arbitro: | Luci (Firenze) |

|                   |           |                 |
| Vitale 53’ (rig.) | Marcatori | 49’ De Bernardi |

| Arbitro: | Sguizzato (Verona) |

|                                      |           |              |
| Magrin 23’ Magnocavallo 35’ Moro 84’ | Marcatori | 51’ Dreolini |

| Sant'Angelo Lodigiano 7 marzo 1982 24ª giornata | Sant'Angelo         | 0 – 0 | Atalanta | Stadio Carlo Chiesa\| Arbitro: \| Coppetelli (Tivoli) \| |
| Arbitro:                                        | Coppetelli (Tivoli) |       |          |                                                          |

| Arbitro: | D'Innocenzo (Roma) |

|           |           |  |
| Mutti 41’ | Marcatori |  |

"Ma il fondo, in fatto di strutture e spalti, lo si tocca ad Empoli, dove la partita viene fatta giocare non nello stadio (temporaneamente inagibile perché il terreno di gioco sarebbe stato infestato da strane lumachine, anche se per i più questo trasloco è sembrato solo un maldestro tentativo di mettere in difficoltà i giocatori nerazzurri), ma in un campetto di borgata, completamente in terra battuta, al cospetto di circa mille cinquecento spettatori, tra cui cento atalantini, assiepati a non più di un metro dalle linee laterali."
| Arbitro: | Sguizzato (Verona) |

|                          |           |                              |
| Campilongo 6’ Meloni 34’ | Marcatori | 49’ Magnocavallo 86’ Snidaro |

| Arbitro: | Baldi (Roma) |

|                  |           |            |
| Mutti 90’ (rig.) | Marcatori | 54’ Scarpa |

| Bergamo 18 aprile 1982 28ª giornata | Atalanta      | 0 – 0 | Trento | Stadio Comunale\| Arbitro: \| Greco (Lecce) \| |
| Arbitro:                            | Greco (Lecce) |       |        |                                                |

| Alessandria 25 aprile 1982 29ª giornata | Alessandria         | 0 – 0 | Atalanta | Stadio Giuseppe Moccagatta\| Arbitro: \| Bruschini (Firenze) \| |
| Arbitro:                                | Bruschini (Firenze) |       |          |                                                                 |

| Arbitro: | Grava (Conegliano) |

|                       |           |  |
| Mutti 5’ Bertuzzo 36’ | Marcatori |  |

| Arbitro: | Lamorgese (Potenza) |

|  |           |          |
|  | Marcatori | 58’ Moro |

| Arbitro: | Baldi (Roma) |

|                         |           |                   |
| Dal Prà 25’ Perrone 84’ | Marcatori | 56’, 58’ Bertuzzo |

| Arbitro: | Coppetelli (Tivoli) |

|          |           |  |
| Moro 51’ | Marcatori |  |

| Arbitro: | Amendolia (Messina) |

|                |           |  |
| Di Stefano 47’ | Marcatori |  |

### Coppa Italia

#### Sesto girone
| 23 agosto 1981 1ª giornata |  | – Turno riposo Atalanta |  |  |

| Arbitro: | Baldini (Piacenza) |

|          |           |  |
| Mutti 4’ | Marcatori |  |

| Arbitro: | Da Pozzo (Monza) |

|                     |           |                      |
| E. Rossi 40’ (rig.) | Marcatori | 67’ Mutti 77’ Magrin |

| 2 settembre 1981 4ª giornata |  | – Turno riposo Atalanta |  |  |

| Arbitro: | Sala (Lecco) |

|                |           |                                              |
| M. Astolfi 63’ | Marcatori | 17’ (rig.), 72’ (rig.) Mutti 87’ De Bernardi |

| Arbitro: | Dalfovo (Trento) |

|                 |           |              |
| De Bernardi 33’ | Marcatori | 51’ Nicolini |

#### Sedicesimi di finale
| Arbitro: | Ongaro (Treviso) |

|              |           |             |
| Simonini 79’ | Marcatori | 8’ Zambetti |

| Arbitro: | Novi (Pisa) |

|            |           |  |
| Magrin 89’ | Marcatori |  |

#### Ottavi di finale
| Bergamo 10 febbraio 1982 Andata | Atalanta     | 0 – 0 | Novara | Stadio Comunale\| Arbitro: \| Cassi (Pisa) \| |
| Arbitro:                        | Cassi (Pisa) |       |        |                                               |

| Arbitro: | Scalise (Bologna) |

|              |           |  |
| Guidetti 16’ | Marcatori |  |

## Statistiche

### Statistiche di squadra
| Competizione   | Punti | In casa | In casa | In casa | In casa | In casa | In casa | In trasferta | In trasferta | In trasferta | In trasferta | In trasferta | In trasferta | Totale | Totale | Totale | Totale | Totale | Totale | DR  |
| Competizione   | Punti | G       | V       | N       | P       | Gf      | Gs      | G            | V            | N            | P            | Gf           | Gs           | G      | V      | N      | P      | Gf     | Gs     | DR  |
| -------------- | ----- | ------- | ------- | ------- | ------- | ------- | ------- | ------------ | ------------ | ------------ | ------------ | ------------ | ------------ | ------ | ------ | ------ | ------ | ------ | ------ | --- |
| Serie C1       | 49    | 17      | 14      | 3       | 0       | 28      | 3       | 17           | 3            | 12           | 2            | 14           | 12           | 34     | 17     | 15     | 2      | 42     | 15     | +27 |
| Coppa Italia C |       | 4       | 2       | 2       | 0       | 3       | 1       | 4            | 2            | 1            | 1            | 6            | 4            | 8      | 4      | 3      | 1      | 9      | 5      | +4  |
| Totale         |       | ..      | ..      | .       | .       | ..      | ..      | ..           | .            | ..           | .            | ..           | ..           | ..     | ..     | ..     | .      | ..     | ..     | +.. |

### Statistiche dei giocatori
| Giocatore       | Serie C1 | Serie C1 | Coppa Italia Serie C | Coppa Italia Serie C | Totale | Totale |
| Giocatore       | Pres     | Gol      | Pres                 | Gol                  | Pres   | Gol    |
| --------------- | -------- | -------- | -------------------- | -------------------- | ------ | ------ |
| C. Barcella     | 0        | 0        | 2                    | 0                    | 2      | 0      |
| M. Benevelli    | 34       | 0        | 5                    | 0                    | 39     | 0      |
| E. Bertuzzo     | 6        | 3        | 3                    | 0                    | 9      | 3      |
| Cassa           | 0        | 0        | 2                    | 0                    | 2      | 0      |
| Ceribelli       | 0        | 0        | 2                    | 0                    | 2      | 0      |
| G. Consonni     | 0        | 0        | 1                    | 0                    | 1      | 0      |
| C. De Bernardi  | 29       | 8        | 4                    | 2                    | 33     | 10     |
| R. Donadoni     | 0        | 0        | 3                    | 0                    | 3      | 0      |
| Enzo            | 0        | 0        | 3                    | 0                    | 3      | 0      |
| D. Filisetti    | 34       | 0        | 5                    | 0                    | 39     | 0      |
| C. Foscarini    | 33       | 0        | 5                    | 0                    | 38     | 0      |
| A. Madonna      | 12       | 1        | 6                    | 0                    | 18     | 1      |
| M. Maffioletti  | 5        | 0        | 2                    | 0                    | 7      | 0      |
| G. Magnocavallo | 34       | 4        | 4                    | 0                    | 38     | 4      |
| M. Magrin       | 34       | 4        | 5                    | 2                    | 39     | 6      |
| G. Marchetti    | 0        | 0        | 3                    | 0                    | 3      | 0      |
| G. Messina      | 2        | 0        | 0                    | 0                    | 2      | 0      |
| D. Moro         | 32       | 4        | 4                    | 0                    | 36     | 4      |
| V. Mostosi      | 4        | 0        | 8                    | 0                    | 12     | 0      |
| B. Mutti        | 33       | 16       | 4                    | 4                    | 37     | 20     |
| M. Pacione      | 0        | 0        | 2                    | 0                    | 2      | 0      |
| E. Perico       | 16       | 0        | 3                    | 0                    | 19     | 0      |
| Pessina         | 0        | 0        | 1                    | 0                    | 1      | 0      |
| G. Rossi        | 23       | 0        | 4                    | 0                    | 27     | 0      |
| M. Scarpellini  | 0        | 0        | 3                    | 0                    | 3      | 0      |
| G. Snidaro      | 32       | 1        | 4                    | 0                    | 36     | 1      |
| Togni           | 0        | 0        | 1                    | 0                    | 1      | 0      |
| G. Vavassori    | 34       | 0        | 6                    | 0                    | 40     | 0      |
| A. Zambetti     | 5        | 0        | 5                    | 1                    | 10     | 1      |